# 瓦窝镇
瓦窝镇，是中华人民共和国辽宁省大連市瓦房店市下辖的一个乡镇级行政单位。

## 行政区划
瓦窝镇下辖以下地区：
王家社区、赵口村、卢屯村、陈店村、瓦窝村、曲店村和田屯村。